# Tom Clancy's Splinter Cell: Chaos Theory
Tom Clancy's Splinter Cell: Chaos Theory é um jogo eletrônico  de stealth em terceira pessoa desenvolvido pela Ubisoft Montreal e publicado pela Ubisoft em 2005. Chaos Theory é o terceiro jogo da série Tom Clancy's Splinter Cell aprovado
pelo escritor Tom Clancy. 
O jogo segue com as ações secretas de Sam Fisher, um agente que trabalha no ramo de operações secretas dentro da NSA chamado "Third Echelon". Ainda que originalmente anunciado para lançamento no final de 2004, a data oficial de lançamento do jogo foi em Março de 2005  para Xbox, PlayStation 2, GameCube e Windows.
Também foram lançadas versões de Handheld para o Nintendo DS e o N-Gage. Uma versão para o Game Boy Advance foi planejada, mas foi posteriormente cancelada. O ator Michael Ironside renovou seu papel como Sam, enquanto Don Jordan, que tinha sido substituído por Dennis Haysbert em "Tom Clancy's Splinter Cell: Pandora Tomorrow" voltou a representar a voz de Lambert. O jogo foi lançado em 22 de Março de 2005, para todas as plataformas. A revista "Official Xbox Magazine" considerou Splinter Cell: Chaos Theory como "O jogo do Ano"(2005) por sua excelente jogabilidade e gráficos realistas.

## Mecânica e jogabilidade
Os gráficos do Chaos Theory apresentam uma série de melhorias, incluindo a adição do mapeamento normal, iluminação HDR, e o mapeamento de paralaxe. O jogo também dispõe de uma série de importantes mudanças e melhorias para a jogabilidade básica da série. Chaos Theory também é o primeiro jogo na série Splinter Cell a usar o sistema "ragdoll physics".

### Mecânica Stealth
Chaos Theory apresenta refinadas mecânicas do stealth. Além do medidor de vulnerabilidade, o jogo também apresenta um monitor auricular que mede o barulho que Sam faz, juntamente com o barulho do ambiente em si. É importante para Sam fazer menos barulho do que o seu entorno, caso contrário, os guardas inimigos irão ouvi-lo.
A detecção da inteligência artificial também foi alterada. Nos outros jogos da série, assim que Sam saía de uma área, era feito uma varredura da mesma para todos os corpos, inconscientes ou mortos, que estivessem mal escondidos. Se algum corpo fosse encontrado, um alarme seria disparado. Em Chaos Theory, os corpos têm de ser descobertos por um guarda patrulheiro ou por uma câmera de segurança, a fim de que o alarme seja disparado.
Sendo avistado por inimigos também irá causar o acionamento de alarmes, o que fará com que os inimigos fiquem mais atentos e prontos para o combate(tais como levando-os a vestir coletes a prova de balas e capacetes). No entanto, disparar muitos alarmes não faz com que o jogo termine automaticamente. Até mesmo matar civis não fará com que Fisher falhe a missão, mas fará com que ele seja seriamente repreendido por seu superior, e fará com que ele perca pontos significantes da missão bem como cancelando certos objetivos da missão, tais como grampear linhas telefônicas e localizar aparelhos secretos de escuta.

### Combate a Curta Distância
Em Chaos Theory é acrescentada uma faca de combate, permitindo que Sam realize combates a curta distância com bastante habilidade. Sam pode usar a faca de diversos modos, tais como ameaçar e intimidar um inimigo durante um
interrogatório, ou para matar um inimigo em um combate a curta distância. Além disso, não importa em que direção Sam ataca quando realiza esses ataques, nem se os inimigos estão avisados de sua presença, ao contrário dos outros jogos da série, em que Sam tinha que atacar por trás para que o inimigo não sentisse sua presença, a fim de eliminar o inimigo em um só golpe. Sam também tem a opção de usar força letal e não letal quando termina um interrogatório ou quando realiza seus combates a curta distância. Como uma expansão da habilidade de Sam de atirar de cabeça para baixo(introduzido em Pandora Tomorrow), ele pode agora nocautear ou quebrar o pescoço de inimigos abaixo dele. Outra habilidade de Sam, é que ele pode atrair inimigos enquanto pendurado em uma saliência(ex: lado de fora de uma sacada), e arremessá-los para fora destas saliências(penhascos, alturas), até mesmo em cima de outros guardas. No entanto, a habilidade de poder atirar através dos cantos das paredes foi removida, mas foi substituída por outra em que Sam é capaz de mudar o lado em que ele segura a arma a qualquer hora durante uma posição de tiro.

### Armamento
Fisher tem agora a opção de escolher um de três kits de equipamento. Existe um kit que é recomendado por Redding (William Redding) em cada missão, um kit de assalto, e um kit de stealth.
A recomendação de Redding dá a Sam o equilíbrio entre munição e armamento não letal. O kit de Assalto fornece mais munição ao invés de armas não letais enquanto o kit Stealth contém mais armamento não letal ao invés de força bruta, armamento letal, e munição de reserva. Em missões em que um objetivo é não causar fatalidades, não tem como o jogador escolher a opção Assalto.
A pistola do Splinter Cell, uma 5-7, retorna com um novo componente: o OCP (potencializador oticamente canalizado). Quando acionado em determinados produtos electrônicos, o OCP pode desativá-los por um tempo limitado. Fisher pode desativar luzes, câmeras de segurança, entre outros aparelhos. Quando o aparelho não pode ser desativado, em vez disso, ele entra em curto-circuito temporariamente. Quando Fisher desativa com êxito o aparelho em que ele mirou, uma luz verde aparece na pistola; se ele errar, aparece uma luz vermelha. Em ambos os casos, Fisher precisa esperar um período de tempo para que o OCP recarregue e se torne pronto para o uso novamente.
A SC-20K (FN 2000 com lança-granadas incorporado) retorna com uma infinidade de novos acessórios, tal como o Foregrip, que reduz o recuo e aumenta a precisão, um lançador que dispara armamentos não letais, um acessório para uma espingarda de sub-montagem para disparos à queima
roupa, e um protótipo acessório sniper de 20mm para disparos de longo alcance. A SC-20K agora usa uma lente de reflexo que possui zoom de 1.5x de aproximação, enquanto que a mira telescópica permite de 1.5x a 3.5x de aproximação.
Uma larga variedade de armamentos não letais podem ser disparadas com o lançador da SC-20K, tais como a Sticky Camera (câmera adesiva), o Sticky Shocker (eletrocutor adesivo), o Airfoil Round (projétil de longa distância), e a granada de gás (Gas Grenade). A Sticky Camera tem várias funções, uma delas é revelar imagens da área em que foi lançada. Além disso, ela pode fazer um som de clique que irá atrair inimigos, e também emite um gás lacrimogêneo capaz de deixar inconsciente qualquer inimigo na área imediata. Em contraste dos outros jogos da série, Sam agora pode usar múltiplas câmeras ao mesmo tempo. Ele pode mudar para qualquer Sticky Camera que não tenha sido destruída pelo lançamento do gás ou devido ao fogo inimigo. O Sticky Shocker irá eletrocutar e incapacitar seu alvo quando for disparado. Se for disparado em um corpo na água, o choque irá incapacitar todos os alvos que estiverem na água. O Airfoil Round é um anel oco de metal capaz de nocautear o inimigo. Ainda é possível um inimigo inconsciente morrer se for atingido por um tiro, jogado de uma altura considerável ou jogado na água, não importa o quanto raso esta seja.
Fisher também possui vários tipos de granadas. Existe a granada de gás (Gas Grenade), que emite uma nuvem de gás lacrimogêneo capaz de deixar os inimigos inconscientes, a granada de fumaça (Smoke Grenade), que cria uma nuvem de fumaça para que Sam possa se esconder, o
Flashbang, capaz de cegar e ensurdecer temporariamente qualquer inimigo ao seu alcance, e a granada de fragmentação (Frag Grenade), capaz de eliminar qualquer inimigo dentro de seu raio de explosão e fará com que objetos voem por todas as direções

### Inteligência Artificial
A inteligência artificial do inimigo foi melhorada, com inimigos que dão cobertura, protejendo-se em paredes, e usando táticas baseadas em esquadrões. Como em Pandora Tomorrow, os inimigos também irão reagir a mudanças no ambiente; se um interruptor de luz é desligado, um inimigo pode ficar em causa com aquilo, ainda mais se a lâmpada tiver sido estourada. No entanto, esse comportamento foi reforçado para que os inimigos se tornem tão assustados e comecem a atirar descontroladamente em sombras, ou arremessar um sinalizador sobre o chão perto deles, tornando difícil a aproximação. Eles também irão abrir fogo em Fisher se eles caminharem até ele, ou se ele for pego em um lugar claro. Eles irão descarregar vários pentes em seu último local visto. Portanto se for detectado, o jogador é avisado a passar despercebido.

## Trama
Sam Fisher entra em ação novamente em 2007, quando o sequestro de um programador de computador de de alto perfil está de alguma forma conectado com uma guerra de informação entre a Coreia do Norte, Coreia do Sul, China e Japão. E uma antiga missão também começa a obcecar Sam.

### História Principal
A trama de Chaos Theory vê um retorno ao tema original do Splinter Cell, a guerra de informação, com Sam Fisher na trilha dos chamados "Núcleos de Processamento" usados pelo Ex-Presidente da Geórgia Kombayn Nikoladze para atacar a infra-estrutura da América.
O jogo ocorre na Ásia Oriental, durante o verão de 2007. Tensões estão acontecendo entre a República Popular da China, Coreia do Sul, Coreia do Norte, e Japão devido a formação de uma unidade chamada Força Japonesa de Auto Defesa da Informação (I-SDF). Considerando que isso é uma violação do 9º artigo da constituição da Segunda Guerra Mundial,
as forças chinesas e norte-coreanas estabelecem um bloqueio no Mar Amarelo contra os navios japoneses. Pelo fato de o Japão e o I-SDF serem aliados dos Estados Unidos e da Third Echelon, a Marinha dos Estados Unidos envia seu maior navio de guerra, o USS Clarence E.Walsh, para o Mar Amarelo. Os EUA espera que essa demonstração de força fará a China e a Coreia do Norte desistir.
Enquanto isso, Sam Fisher é enviado para localizar Bruce Morgenholt, um programador de computador que trabalhou no deciframento dos algoritmos de Phillip Masse, e foi capturado por um grupo Peruano separatista chamado como "A Voz do Povo", liderado por Hugo Lacerda. Masse, quem Sam assassinou no Splinter Cell original, era um gênio muito à frente de seu tempo, e os algoritmos que ele usou para lançar seus ataques na América estiveram sendo extensivamente estudados pelas Nações Unidas. O resultado dos Núcleos de Processamento estão sendo apregoados como a arma de destruição em massa do século XXI. Sam é encarregado de fazer com que esses núcleos não caiam em mãos erradas.
Sam chega muito tarde para prevenir a morte de Morgenholt por tortura de eletrochoque. Ele também não teve sucesso em parar o lançamento dos Núcleos de Processamento. Sam é orientado a ir a bordo da Maria Narcissa para assassinar Hugo Lacerda e rastrear a distribuição de armas para que eles possam descobrir com quem eles estão lidando. Depois de completar a missão, e uma missão em um banco do Panamá, partes desconhecidas usam os algoritmos para causar um black out no Japão e na Costa Leste dos Estados Unidos, incluindo a cidade de Nova Iorque. O Japão já havia sofrido ataques similares que derrubaram sua economia, e o Almirante Otomo do I-SDF contata a Third Echelon e os avisa de que a Coreia do Norte e a China são provavelmente os responsáveis. Enquanto isso, após liderar uma descoberta no Panamá, Sam viaja para Nova Iorque para investigar Abrahaim Zerkhezi, um homem que trabalhou com Morgenholt no Projeto Watson. Ele acha que Displace Internacional, uma empreiteira militar, propriedade de Douglas Shetland, está protegendo-o. Ele invade os escritórios de Displace e descobre sobre Milan Nedich, identificado como "Milos Nowak", um criminoso de guerra bósnio. Fisher acha que Nowak secretamente o transferiu para Hokkaido.
Sam viaja para Hokkaido e encontra com Shetland, que afirma que Nedich é inocente. Independentemente, Fisher se infiltra no esconderijo que Zherkezi está sendo hospedado. Lá, Sam mata Nedich, e testemunha Shetland assassinando Zherkezi. Shetland escapa e cai na clandestinidade.
Enquanto isso, a demonstração de força da América sai pela culatra quando o USS Walsh é afundado por um Míssil antinavio em 4 de julho, iniciando uma guerra entre a Coreia do Norte e Coreia do Sul/Estados Unidos. Desde que a Coreia do Norte afirma que o míssil foi lançado sem querer, Sam é enviado para a Península da Coreia, incluindo a capital sul-coreana de Seul, para determinar se a Coreia do Norte é verdadeiramente responsável por afundar o USS Walsh, ou se os Núcleos de Processamento estão envolvidos.
Sam eventualmente descobre que a guerra foi inteiramente orquestrada pela Displace Internacional. Displace usou os Núcleos de Processamento ganhadosde Zherkezi para assaltar os sistemas de mísseis da Coreia do Norte e afundar o Walsh, a fim de arrastar os EUA para uma guerra da qual Shetland poderia lucrar através de seu status como um líder americano PMC. Por último, a  Third Echelon envia Sam para espiar durante um encontro entre Shetland e seus cúmplices desconhecidos, que tornam a ser I-SDF. No encontro, a I-SDF trai Shetland, e um tiroteio subsequentemente começa entre soldados de Shetland e as tropas de assalto da I-SDF. Em meio ao caos, Sam persegue Shetland pelo telhado, onde, depois de um tenso impasse mexicano em que Shetland testa suas amizades sobre a segurança dos EUA, Sam mata Shetland.